# Quadrasiella clathrata

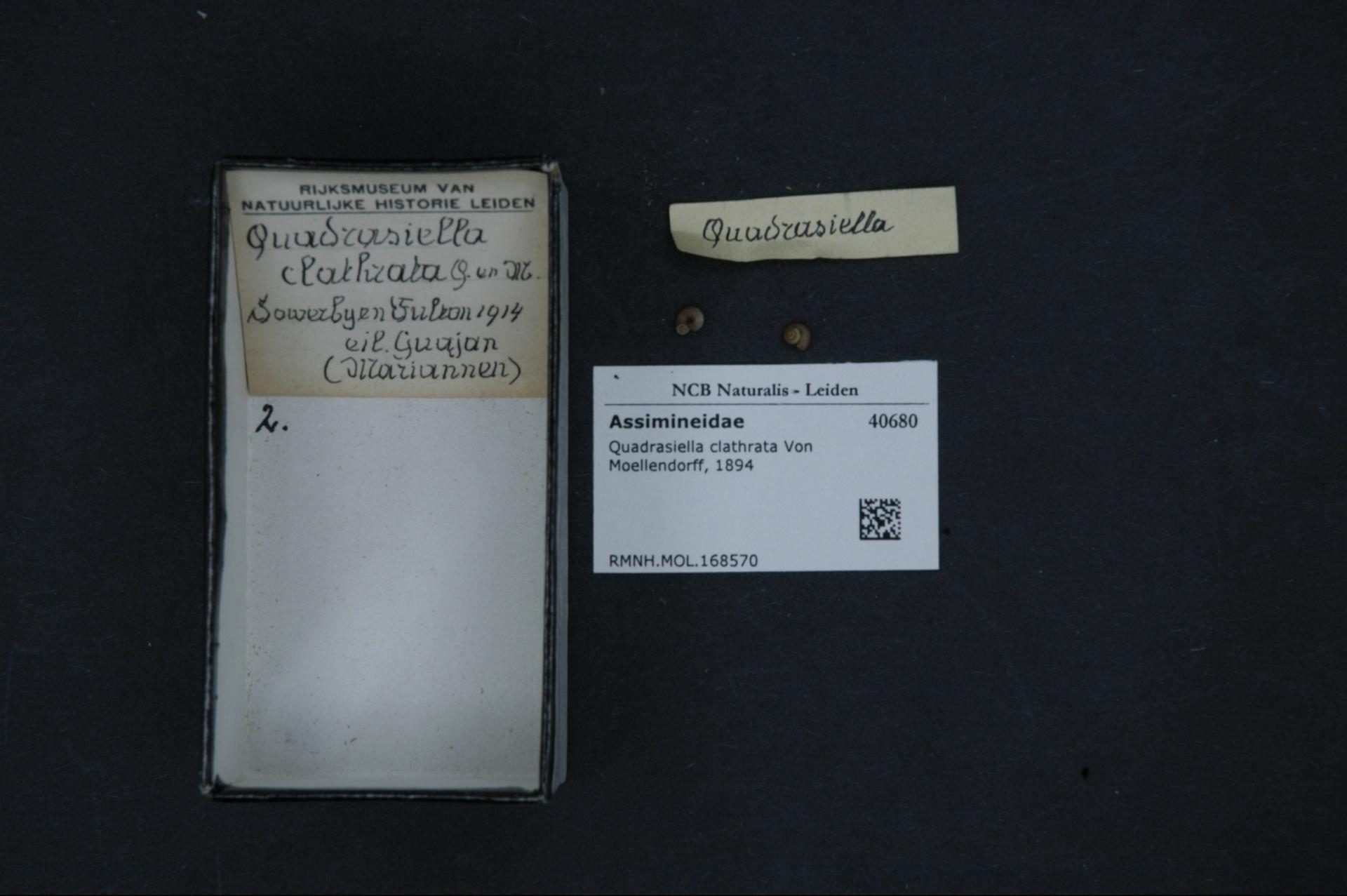
Quadrasiella Clathrata

Quadrasiella clathrata é uma espécie de gastrópode  da família Assimineidae.
É endémica de Guam.